# Charles Lynch
Charles Lynch   (Colònia de Virgínia, 1736 - comtat de Pittsylvania, 29 d'octubre de 1796) va ser un plantador de Virgínia i revolucionari nord-americà que va encapçalar un tribunal irregular a Virgínia per castigar els lleialistes durant la Guerra d'Independència dels Estats Units. El seu nom va donar origen a el terme "linxament".

## Biografia
Lynch va néixer a Virgínia, fill de quàquers emigrants d'Irlanda. La ciutat de Lynchburg, Virginia, va rebre aquest nom per un dels membres de la seva família, probablement el seu germà John. La seva esposa Anne Terell era quàquera de naixement i els seus cinc fills van ser criats com a tals. Lynch va servir a la Casa dels burgeses, Virginia, des de 1769 fins a 1778, quan es va convertir a Coronel de Milícia. Després de la Revolució, va exercir els seus serveis al Senat de Virgínia des 1784-1789.
Després de diversos incidents ocorreguts en 1780, un grup de jutges i oficials de la milícia, entre els quals es trobava Lynch, van descobrir a un grup de persones als quals van acusar de ser els causants d'una revolta de lleialistes al sud-oest de Virgínia. Als sospitosos se'ls va portar davant un jurat on van ser absolts de tots els càrrecs. A causa d'això, Lynch va ordenar l'execució d'aquestes bandes, motiu pel qual avui dia és recordat.